# 亀山陽平
亀山 陽平（かめやま ようへい、1996年8月16日 - ）は、日本のCGディレクター、アニメーター。東京都出身。

## 経歴
幼少期に見た『アトランティス 失われた帝国』のアニメーションに魅かれ、2016年に欧米スタイルの手描きアニメーションを学ぶためアメリカ合衆国へ留学。
2018年、サンノゼ州立大学にアニメーター専攻で入学。ここでの経験から3DCGアニメーターの道へ転向し、2019年に大学を自主退学し帰国。
2022年3月、バンタンゲームアカデミーCGアニメーター専攻を卒業。個人製作兼卒業制作作品『ミルキー☆ハイウェイ』が公開後、YouTubeで総再生回数500万回を記録するなど話題を呼び、第31回CGアニメコンテストに入選。
2022年4月、白組へ入社。その後フリーランスとなる。
2024年、『ミルキー☆ハイウェイ』が秋葉原国際映画祭にて審査員特別賞を受賞。同作はシリーズ化され、続編『銀河特急 ミルキー☆サブウェイ』がテレビアニメとして2025年に放送されている。

## 作品
- ミルキー☆ハイウェイ[8]（2022年）
- 銀河特急 ミルキー☆サブウェイ[9]（2025年）